# Jen Drohan
Jen Drohan, auch Jeniffer Drohan, (* in New York City, New York) ist eine US-amerikanische Film-, Bühnen- und Fernsehschauspielerin.

## Leben
Jen Drohan hatte ihr Fernsehdebüt 2000 in einer Folge der Fernsehserie Sex and the City. 2001 bis 2003 erhielt sie in der Fernsehserie Law & Order: Special Victims Unit erstmals eine wiederkehrende Rolle. 2002 folgte ihr Spielfilmdebüt in dem Fernsehfilm Miss Miami. 2014 erschien Drohan in zehn Folgen der Fernsehserie Work in Progress. Ihr Schaffen umfasst 20 Film- und Fernsehproduktionen.

## Filmografie
- 2000: Sex and the City (Fernsehserie, eine Folge)
- 2001, 2003: Law & Order: Special Victims Unit (Fernsehserie, 2 Folgen)
- 2002: Miss Miami (Fernsehfilm)
- 2005: It’s About Time
- 2005: Romancing the Bride (Fernsehfilm)
- 2007: Close to Home (Fernsehserie, eine Folge)
- 2007: Medium – Nichts bleibt verborgen (Medium, Fernsehserie, eine Folge)
- 2007: American Masters (Fernsehserie, eine Folge)
- 2009: The Amazing Mrs. Novak (Fernsehfilm)
- 2009: Numbers – Die Logik des Verbrechens (NUMB3RS, Fernsehserie, eine Folge)
- 2010: The Big Bang Theory (Fernsehserie, eine Folge)
- 2012: American Horror Story (Fernsehserie, eine Folge)
- 2012: Body Politic (Fernsehserie, 8 Folgen)
- 2013: Hund mit Blog (Dog with a Blog, Fernsehserie, eine Folge)
- 2013: Bones – Die Knochenjägerin (Bones, Fernsehserie, eine Folge)
- 2014: Math Bites (Fernsehserie, 3 Folgen)
- 2014: Work in Progress (Fernsehserie, 10 Folgen)
- 2017–2018: Das geheimnisvolle Kochbuch (Just Add Magic, Fernsehserie, 6 Folgen)
- 2018: The Kominsky Method (Fernsehserie, eine Folge)
- 2023: Bookie (Fernsehserie, eine Folge)